# Gastón Ada
Gastón Ada (Buenos Aires, Argentina, 18 de noviembre de 1988) es un futbolista argentino. Juega de mediocampista ofensivo y su actual equipo es el Nueva Chicago de la Primera B Nacional.

## Trayectoria
Realizó las inferiores en Boca Juniors. Comenzó su carrera como futbolista profesional en Argentinos Juniors, jugando allí desde 2009 hasta 2010. En 2010 llega a Figueirense Futebol Clube, allí jugó solo por ese año. En 2011 pasa a Deportivo Morón. En el año 2012 llega a Gimnasia y Esgrima La Plata. En el año 2013 regresa a Deportivo Morón. En diciembre del 2021 se confirma su llegada al milrayitas, debuta en la primera fecha del campeonato contra Dock Sud, siendo que termina lesionado el partido. En la semana se confirma que sufrió una fractura por la cual debió operarse, pudiendo volver a las canchas recién en la fecha 17 contra Deportivo Armenio. En total disputó 12 partidos en los que terminó convirtiendo 1 gol. En diciembre del 2022 se confirmó la llegada a Nueva Chicago para disputar el Campeonato de Primera Nacional 2023, en total llegaría a disputar solo dos encuentros en los que no convirtió goles.

## Estadísticas
Actualizado al 17 de octubre de 2023

| Boca Juniors Argentina | 1.ª                 | 2007-08             | 0   | 0  | —   | — | 0 | 0 | 0   | 0  | 0    |
| Boca Juniors Argentina | 1.ª                 | 2008-09             | 0   | 0  | —   | — | 0 | 0 | 0   | 0  | 0    |
| Boca Juniors Argentina | Total               | Total               | 0   | 0  | 0   | 0 | 0 | 0 | 0   | 0  | 0    |
| Argentinos Juniors Argentina | 1.ª                 | 2009-10             | 0   | 0  | —   | — | 0 | 0 | 0   | 0  | 0    |
| Argentinos Juniors Argentina | Total               | Total               | 0   | 0  | 0   | 0 | 0 | 0 | 0   | 0  | 0    |
| Figueirense · Brasil | 2.ª                 | 2010                | 0   | 0  | 0   | 0 | 0 | 0 | 0   | 0  | 0    |
| Figueirense · Brasil | Total               | Total               | 0   | 0  | 0   | 0 | 0 | 0 | 0   | 0  | 0    |
| Deportivo Morón Argentina | 3.ª                 | 2011-12             | 14  | 0  | 0   | 0 | — | — | 14  | 0  | 0    |
| Deportivo Morón Argentina | 3.ª                 | 2012-13             | 21  | 3  | 0   | 0 | — | — | 21  | 3  | 0.14 |
| Deportivo Morón Argentina | Total               | Total               | 35  | 3  | 0   | 0 | 0 | 0 | 35  | 3  | 0.09 |
| Deportivo Merlo Argentina | 3.ª                 | 2013-14             | 32  | 2  | 0   | 0 | — | — | 32  | 2  | 0.06 |
| Deportivo Merlo Argentina | Total               | Total               | 32  | 2  | 0   | 0 | 0 | 0 | 32  | 2  | 0.06 |
| Acasusso Argentina | 3.ª                 | 2014                | 15  | 1  | 2   | 0 | — | — | 15  | 1  | 0.07 |
| Acasusso Argentina | 3.ª                 | 2015                | 28  | 1  | 0   | 0 | — | — | 28  | 1  | 0.04 |
| Acasusso Argentina | Total               | Total               | 43  | 2  | 0 2 | 0 | 0 | 0 | 45  | 2  | 0.04 |
| Juventud Unida de Gualeguaychú Argentina | 2.ª                 | 2016                | 17  | 3  | 2   | 0 | — | — | 19  | 3  | 0.16 |
| Juventud Unida de Gualeguaychú Argentina | 2.ª                 | 2016-17             | 31  | 4  | 0   | 0 | — | — | 31  | 4  | 0.13 |
| Juventud Unida de Gualeguaychú Argentina | Total               | Total               | 48  | 7  | 2   | 0 | 0 | 0 | 50  | 7  | 0.14 |
| Estudiantes (SL) Argentina | 2.ª                 | 2017-18             | 20  | 2  | 0   | 0 | — | — | 20  | 2  | 0.1  |
| Estudiantes (SL) Argentina | Total               | Total               | 20  | 2  | 0   | 0 | 0 | 0 | 20  | 2  | 0.1  |
| Ferro Argentina | 2.ª                 | 2018-19             | 8   | 0  | 0   | 0 | — | — | 8   | 0  | 0    |
| Ferro Argentina | Total               | Total               | 8   | 0  | 0   | 0 | 0 | 0 | 8   | 0  | 0    |
| Valdivia · Chile | 2.ª                 | 2019                | 5   | 1  | 0   | 0 | — | — | 5   | 1  | 0.2  |
| Valdivia · Chile | Total               | Total               | 5   | 1  | 0   | 0 | 0 | 0 | 5   | 1  | 0.2  |
| Chaco For Ever Argentina | 3.ª                 | 2019-20             | 6   | 0  | 1   | 0 | — | — | 7   | 0  | 0    |
| Chaco For Ever Argentina | Total               | Total               | 6   | 0  | 1   | 0 | 0 | 0 | 7   | 0  | 0    |
| San Telmo Argentina | 2.ª                 | 2021                | 20  | 0  | 2   | 0 | — | — | 22  | 0  | 0    |
| San Telmo Argentina | Total               | Total               | 20  | 0  | 2   | 0 | 0 | 0 | 22  | 0  | 0    |
| Los Andes Argentina | 3.ª                 | 2022                | 12  | 1  | 0   | 0 | — | — | 12  | 1  | 0.08 |
| Los Andes Argentina | Total               | Total               | 12  | 1  | 0   | 0 | 0 | 0 | 12  | 1  | 0.08 |
| Nueva Chicago Argentina | 2.ª                 | 2023                | 2   | 0  | 0   | 0 | — | — | 2   | 0  | 0    |
| Nueva Chicago Argentina | Total               | Total               | 2   | 0  | 0   | 0 | 0 | 0 | 2   | 0  | 0    |
| Total en su carrera | Total en su carrera | Total en su carrera | 231 | 18 | 7   | 0 | 0 | 0 | 236 | 18 | 0.08 |
| (1) La copa nacional se refiere a la Copa Argentina y Supercopa Argentina . (2) La copa internacional se refiere a la Copa Sudamericana, Recopa Sudamericana, Copa Libertadores y Copa Suruga Bank. (3) Promedio de goles recibidos por partidos no incluye goles recibidos en partidos amistosos. |                     |                     |     |    |     |   |   |   |     |    |      |